# Fargesia

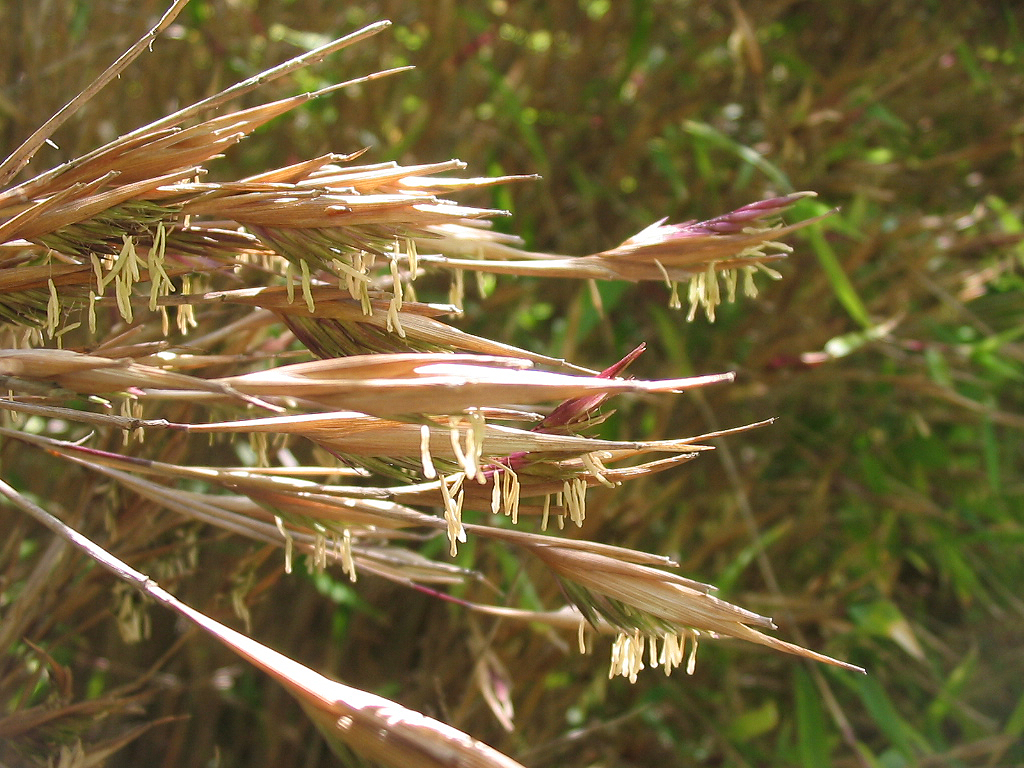
Fargesia nitida

Fargesia is een geslacht van middelgrote Bamboe uit de grassenfamilie (Poaceae). De soorten van dit geslacht komen voor in Zuid- en West-China. In China staat de soort bekend onder de naam jian zhu (Chinees: 箭竹; pinyin: jiǎnzhú) wat pijlbamboe betekent. Er zijn ongeveer 90 soorten bekend, maar morfologische en genetische analyse heeft ertoe geleid dat veel soorten nu tot andere geslachten geteld worden, zoals Thamnocalamus, Yushania en Borinda, terwijl de plaatsing van andere soorten onzeker is. De wetenschappelijke naam is gegeven ter ere van de Franse missionaris en amateurbotanicus Paul Guillaume Farges.
Fargesia-soorten zijn bamboes die in pollen groeien en geen rizomen (uitlopers) vormen zoals het grootste deel van de bamboes doet. De soorten zijn goed inzetbaar in kleine tuinen zonder overlast van uitlopers die tegels optillen of planten die op ongewenste plaatsen gaan groeien. Door de compactheid van de plant en het polvormig groeien wordt Fargesia steeds vaker gebruikt als afscheiding of haag. Fargesia is door de verscheidenheid aan soorten in verschillende groeivormen te krijgen van 1,25 hoog tot 4 meter hoog.

## Taxonomie
Dit geslacht wordt soms beschouwd als een synoniem van Thamnocalamus.